# Badia
|  | Per a altres significats, vegeu «Badia (desambiguació)». |

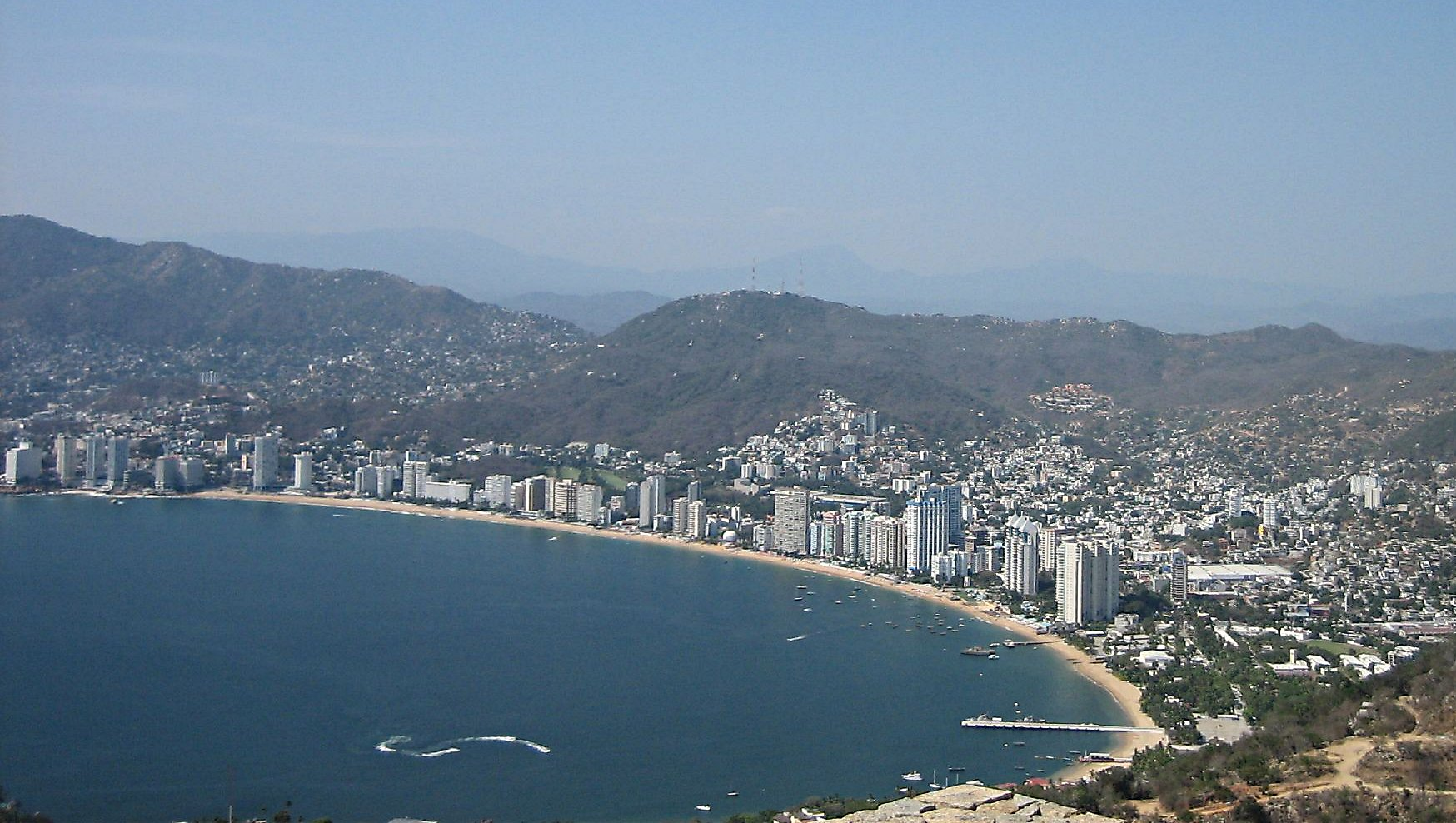
Badia d'Acapulco a Mèxic

Una badia és una entrada de mar, oceà o llac envoltada per terra llevat d'una obertura, que sol ser més gran que no pas la penetració de terra endins, contraposant-se en certa manera als golfs. És a dir, una concavitat en la línia costanera formada pels moviments de la mar o d'un llac. Una badia és el concepte oposat d'un cap o una península. Una badia llarga o de gran superfície es considera un golf, mentre que una badia molt estreta és un fiord o ria (formació típica de Galícia). Una badia també es pot dir rada en català, quan permet arrecerar-hi vaixells. Una cala és una badia petita, normalment estreta, típica de la costa Mediterrània a diversos llocs, similar o igual a la calanca occitana. També hi ha el concepte de líman (estuari d'un riu que desemboca a la mar Negra o d'Azov, pràcticament tancat per un cordó de sorra).

## Badia en el dret de la mar
En el sentit de la Llei del Mar (vegeu Convenció de les Nacions Unides sobre el Dret del Mar, article 10), "vol dir "badia" a tota escotadura ben determinada, la penetració de la qual, terra endins, amb relació a l'amplada de la seva boca, ja que conté aigües voltades i constitueix més que una simple inflexió de la costa. Tanmateix, l'escotadura no es considerarà una badia si la seva superfície no és igual o superior a la d'un semicercle que tingui per diàmetre la boca d'aquesta escotadura."

## Badies dels Països Catalans
- Badia de Palma a les Illes Balears
- Badia d'Alcúdia a les Illes Balears
- Badia de sa Ràpita a les Illes Balears
- Badia d'Altea al País Valencià
- Badia d'Alacant al País Valencià
- Badia de Sant Feliu a Catalunya

## Badies conegudes

### Àfrica
- Badia d'Alger a Algèria
- Badia de Tànger al Marroc
- Badia d'Agadir al Marroc
- Badia de la Taula a Sud-àfrica
- False Bay en Sud-àfrica

### Amèrica
- Badia de Cochinos a Cuba
- Badia de Hudson al Canadà
- Badia James al Canadà
- Badia dels Chaleurs al Canadà
- Badia de Fundy al Canadà
- Badia d'Ungava al Canadà

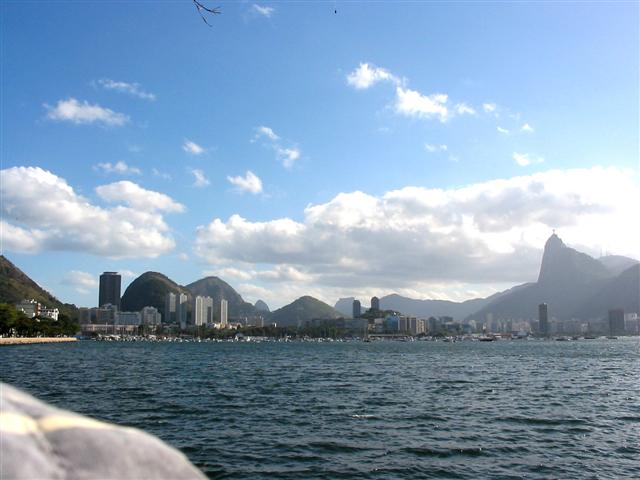
Vista de Rio de Janeiro de la Badia de Guanabara.

- Badia de Monterrey als Estats Units
- Badia de San Francisco als Estats Units
- Badia de Todos os Santos al Brasil
- Badia de Guanabara al Brasil
- Badia de Santa Marta a Colòmbia

### Àsia
- Badia de Halong al Vietnam
- Badia de Tòquio al Japó

### Europa
- Badia de Nàpols a Itàlia
- Badia de Lübeck a Alemanya
- Badia de Saint-Brieuc a França
- Badia de Douarnenez a França
- Badia d'Audierne a França
- Badia de Somme a França

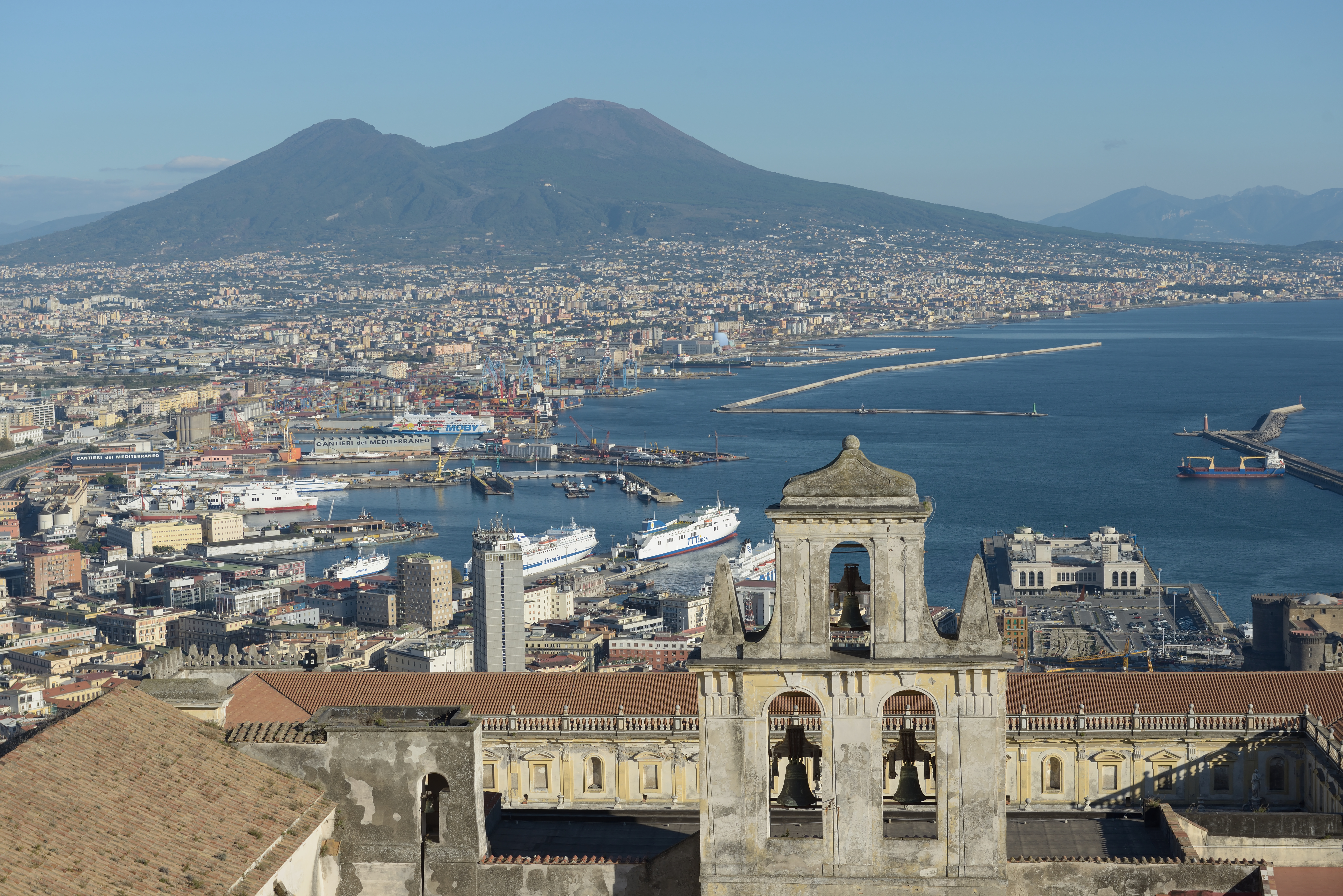
La badia de Nàpols, amb el Vesuvi al fons

- Badia del Mont Saint-Michel, a França
- Badia dels Àngels a França
- Lyme Bay al Regne Unit

### Oceania
- Gran Badia Australiana
- Botany Bay a Austràlia
- Badia de Port Phillip que es troba a Austràlia